# Copa México 1968-69
La Copa México 1968-69 fue la 53.ª edición de la Copa México, la 26.ª en la era profesional.
El torneo empezó el 4 de abril de 1968 y concluyó el 2 de marzo de 1969, en el cual el Cruz Azul logró el título por primera vez.
En esta edición se jugó una fase de grupos entre los 16 equipos de la Primera División.

## Primera ronda

### Grupo A
| Equipo      | Pts. | PJ | PG | PE | PP | GF | GC | Dif |
| ----------- | ---- | -- | -- | -- | -- | -- | -- | --- |
| América     | 9    | 6  | 3  | 3  | 0  | 11 | 7  | +4  |
| Guadalajara | 7    | 6  | 2  | 3  | 1  | 10 | 8  | +2  |
| León        | 4    | 6  | 2  | 0  | 4  | 7  | 10 | -3  |
| Nuevo León  | 4    | 6  | 1  | 2  | 3  | 6  | 9  | -3  |

### Grupo B
| Equipo    | Pts. | PJ | PG | PE | PP | GF | GC | Dif |
| --------- | ---- | -- | -- | -- | -- | -- | -- | --- |
| Oro       | 9    | 6  | 4  | 1  | 1  | 9  | 4  | +5  |
| Monterrey | 7    | 6  | 2  | 3  | 1  | 8  | 5  | +3  |
| Pachuca   | 6    | 6  | 1  | 4  | 1  | 6  | 8  | -2  |
| Atlante   | 2    | 6  | 0  | 2  | 4  | 5  | 11 | -6  |

### Grupo C
| Equipo    | Pts. | PJ | PG | PE | PP | GF | GC | Dif |
| --------- | ---- | -- | -- | -- | -- | -- | -- | --- |
| Necaxa    | 8    | 6  | 4  | 0  | 2  | 11 | 7  | +4  |
| Cruz Azul | 7    | 6  | 3  | 1  | 2  | 8  | 5  | +3  |
| Laguna    | 5    | 6  | 2  | 1  | 3  | 6  | 8  | -2  |
| Atlas     | 4    | 6  | 2  | 0  | 4  | 5  | 10 | -5  |

### Grupo D
| Equipo   | Pts. | PJ | PG | PE | PP | GF | GC | Dif |
| -------- | ---- | -- | -- | -- | -- | -- | -- | --- |
| Toluca   | 7    | 6  | 3  | 1  | 2  | 7  | 4  | +3  |
| UNAM     | 6    | 6  | 3  | 0  | 3  | 10 | 7  | +3  |
| Irapuato | 6    | 6  | 3  | 0  | 3  | 8  | 16 | -8  |
| Veracruz | 5    | 6  | 2  | 1  | 3  | 7  | 5  | +2  |

## Ronda final
|  | Cuartos de final                                               | Cuartos de final                                               | Cuartos de final                                               | Cuartos de final                                               | Cuartos de final                                               |   |       | Semifinales                                              | Semifinales                                              | Semifinales                                              | Semifinales                                              | Semifinales                                              |  |    | Final                                               | Final                                               | Final                                               |  |
|  | 14 de noviembre de 1968 (ida) 15 de diciembre de 1968 (vuelta) | 14 de noviembre de 1968 (ida) 15 de diciembre de 1968 (vuelta) | 14 de noviembre de 1968 (ida) 15 de diciembre de 1968 (vuelta) | 14 de noviembre de 1968 (ida) 15 de diciembre de 1968 (vuelta) | 14 de noviembre de 1968 (ida) 15 de diciembre de 1968 (vuelta) |   |       | 26 de enero de 1969 (ida) 16 de febrero de 1969 (vuelta) | 26 de enero de 1969 (ida) 16 de febrero de 1969 (vuelta) | 26 de enero de 1969 (ida) 16 de febrero de 1969 (vuelta) | 26 de enero de 1969 (ida) 16 de febrero de 1969 (vuelta) | 26 de enero de 1969 (ida) 16 de febrero de 1969 (vuelta) |  |    | 2 de marzo de 1969 Estadio Azteca, Ciudad de México | 2 de marzo de 1969 Estadio Azteca, Ciudad de México | 2 de marzo de 1969 Estadio Azteca, Ciudad de México |  |
|  |                                                                |                                                                |                                                                |                                                                |                                                                |   |       |                                                          |                                                          |                                                          |                                                          |                                                          |  |    |                                                     |                                                     |                                                     |  |
|  |                                                                |                                                                |                                                                |                                                                |                                                                |   |       |                                                          |                                                          |                                                          |                                                          |                                                          |  |    |                                                     |                                                     |                                                     |  |
|  | 1A                                                             | América                                                        | 0                                                              | 0                                                              | 0                                                              |   |       |                                                          |                                                          |                                                          |                                                          |                                                          |  |    |                                                     |                                                     |                                                     |  |
|  | 1A                                                             | América                                                        | 0                                                              | 0                                                              | 0                                                              |   |       |                                                          |                                                          |                                                          |                                                          |                                                          |  |    |                                                     |                                                     |                                                     |  |
|  | 2C                                                             | Cruz Azul                                                      | 1                                                              | 1                                                              | 2                                                              |   |       |                                                          |                                                          |                                                          |                                                          |                                                          |  |    |                                                     |                                                     |                                                     |  |
|  | 2C                                                             | Cruz Azul                                                      | 1                                                              | 1                                                              | 2                                                              |   | 2C    | Cruz Azul                                                | 2                                                        | 2                                                        | 4                                                        |                                                          |  |    |                                                     |                                                     |                                                     |  |
|  |                                                                |                                                                |                                                                |                                                                |                                                                |   | 2C    | Cruz Azul                                                | 2                                                        | 2                                                        | 4                                                        |                                                          |  |    |                                                     |                                                     |                                                     |  |
|  |                                                                |                                                                | 1B                                                             | Oro                                                            | 0                                                              | 1 | 1     |                                                          |                                                          |                                                          |                                                          |                                                          |  |    |                                                     |                                                     |                                                     |  |
|  | 1B                                                             | Oro                                                            | 1B                                                             | Oro                                                            | 0                                                              | 1 | 1     | 2                                                        | 1                                                        | 3                                                        |                                                          |                                                          |  |    |                                                     |                                                     |                                                     |  |
|  | 1B                                                             | Oro                                                            |                                                                |                                                                |                                                                |   |       |                                                          |                                                          | 3                                                        |                                                          |                                                          |  |    |                                                     |                                                     |                                                     |  |
|  | 2D                                                             | UNAM                                                           | 1                                                              | 0                                                              | 1                                                              |   |       |                                                          |                                                          |                                                          |                                                          |                                                          |  |    |                                                     |                                                     |                                                     |  |
|  | 2D                                                             | UNAM                                                           | 1                                                              | 0                                                              | 1                                                              |   |       |                                                          |                                                          |                                                          |                                                          |                                                          |  | 2C | Cruz Azul (pró.)                                    | 2                                                   |                                                     |  |
|  |                                                                |                                                                |                                                                |                                                                |                                                                |   |       |                                                          |                                                          |                                                          |                                                          |                                                          |  | 2C | Cruz Azul (pró.)                                    | 2                                                   |                                                     |  |
|  |                                                                |                                                                | 2B                                                             | Monterrey                                                      | 1                                                              |   |       |                                                          |                                                          |                                                          |                                                          |                                                          |  |    |                                                     |                                                     |                                                     |  |
|  | 2A                                                             | Guadalajara (p.)                                               | 2B                                                             | Monterrey                                                      | 1                                                              | 1 | 0 (2) | 1                                                        |                                                          |                                                          |                                                          |                                                          |  |    |                                                     |                                                     |                                                     |  |
|  | 2A                                                             | Guadalajara (p.)                                               |                                                                |                                                                |                                                                |   |       |                                                          |                                                          |                                                          |                                                          |                                                          |  |    |                                                     |                                                     |                                                     |  |
|  | 1C                                                             | Necaxa                                                         | 0                                                              | 1 (0)                                                          | 1                                                              |   |       |                                                          |                                                          |                                                          |                                                          |                                                          |  |    |                                                     |                                                     |                                                     |  |
|  | 1C                                                             | Necaxa                                                         | 0                                                              | 1 (0)                                                          | 1                                                              |   | 2A    | Guadalajara                                              | 2                                                        | 2                                                        | 4                                                        |                                                          |  |    |                                                     |                                                     |                                                     |  |
|  |                                                                |                                                                |                                                                |                                                                |                                                                |   | 2A    | Guadalajara                                              | 2                                                        | 2                                                        | 4                                                        |                                                          |  |    |                                                     |                                                     |                                                     |  |
|  |                                                                |                                                                | 2B                                                             | Monterrey                                                      | 0                                                              | 5 | 5     |                                                          |                                                          |                                                          |                                                          |                                                          |  |    |                                                     |                                                     |                                                     |  |
|  | 2B                                                             | Monterrey (p.)                                                 | 2B                                                             | Monterrey                                                      | 0                                                              | 5 | 5     | 1                                                        | 1 (7)                                                    | 2                                                        |                                                          |                                                          |  |    |                                                     |                                                     |                                                     |  |
|  | 2B                                                             | Monterrey (p.)                                                 |                                                                |                                                                |                                                                |   |       |                                                          |                                                          | 2                                                        |                                                          |                                                          |  |    |                                                     |                                                     |                                                     |  |
|  | 1D                                                             | Toluca                                                         | 1                                                              | 1 (6)                                                          | 2                                                              |   |       |                                                          |                                                          |                                                          |                                                          |                                                          |  |    |                                                     |                                                     |                                                     |  |
|  | 1D                                                             | Toluca                                                         | 1                                                              | 1 (6)                                                          | 2                                                              |   |       |                                                          |                                                          |                                                          |                                                          |                                                          |  |    |                                                     |                                                     |                                                     |  |
|  |                                                                |                                                                |                                                                |                                                                |                                                                |   |       |                                                          |                                                          |                                                          |                                                          |                                                          |  |    |                                                     |                                                     |                                                     |  |

### Cuartos de final
| 14 de noviembre de 1968 | Oro              | 2:1 (0:1) | UNAM      | Estadio Jalisco, Guadalajara   |                                |
|                         | Sánchez 49', 68' |           | Muñoz 38' | Árbitro(s): Domingo de la Mora | Árbitro(s): Domingo de la Mora |

| 15 de diciembre de 1968 | UNAM | 0:1 (0:0) | Oro       | Estadio de la Ciudad de los Deportes, Ciudad de México |                                   |
|                         |      |           | Durán 70' | Árbitro(s): Abel Aguilar Elizalde                      | Árbitro(s): Abel Aguilar Elizalde |

| 17 de noviembre de 1968 | Guadalajara | 0:1 (0:1) | Necaxa      | Estadio Jalisco, Guadalajara |                            |
|                         |             |           | Martínez 2' | Árbitro(s): Vicente Medina   | Árbitro(s): Vicente Medina |

| 12 de diciembre de 1968 | Necaxa          | 0:1 (0:0; 0:1) (0:2 p.)    | Guadalajara                   | Estadio Azteca, Ciudad de México |                             |
|                         |                 |                            | Calderón 89'                  | Árbitro(s): Ricardo Basurto      | Árbitro(s): Ricardo Basurto |
|                         |                 | Tiros desde el punto penal |                               |                                  |                             |
|                         | - Javán - Javán |                            | - Herrada - Herrada - Herrada |                                  |                             |

| 17 de noviembre de 1968 | América | 0:1 (0:1) | Cruz Azul   | Estadio Azteca, Ciudad de México       |                                        |
|                         |         |           | Munguía 12' | Árbitro(s): Alfonso González Archundia | Árbitro(s): Alfonso González Archundia |

| 15 de diciembre de 1968 | Cruz Azul    | 1:0 (1:0) | América | Estadio 10 de diciembre, Tula de Allende |                            |
|                         | Guerrero 25' |           |         | Árbitro(s): Vicente Medina               | Árbitro(s): Vicente Medina |

| 17 de noviembre de 1968 | Monterrey           | 1:1 (1:1) | Toluca            | Estadio Tecnológico, Monterrey |                             |
|                         | de Souza 11' (pen.) |           | Pereda 14' (pen.) | Árbitro(s): Arturo Yamasaki    | Árbitro(s): Arturo Yamasaki |

| 15 de diciembre de 1968 | Toluca    | 1:1 (0:0; 1:1) (6:7 p.) | Monterrey  | Estadio Luis Dosal, Toluca de Lerdo |                             |
|                         | Dosal 59' |                         | Chagas 74' | Árbitro(s): Arturo Yamasaki         | Árbitro(s): Arturo Yamasaki |

### Semifinal
| 26 de enero de 1969 | Cruz Azul                | 2:0 (1:0) | Oro | Estadio 10 de diciembre, Tula de Allende |                            |
|                     | Flores 27' · Munguía 70' |           |     | Árbitro(s): Vicente Medina               | Árbitro(s): Vicente Medina |

| 16 de febrero de 1969 | Oro     | 1:2 (1:1) | Cruz Azul                    | Estadio Jalisco, Guadalajara      |                                   |
|                       | Vevé 4' |           | Pulido 40' · Peña 79' (pen.) | Árbitro(s): Abel Aguilar Elizalde | Árbitro(s): Abel Aguilar Elizalde |

| 26 de enero de 1969 | Guadalajara                 | 2:0 (1:0) | Monterrey | Estadio Jalisco, Guadalajara |                            |
|                     | Calderón 30' · Valdivia 85' |           |           | Árbitro(s): Javier Galindo   | Árbitro(s): Javier Galindo |

| 16 de febrero de 1969 | Monterrey                                 | 5:2 (1:0) | Guadalajara       | Estadio Tecnológico, Monterrey |                                |
|                       | Escamilla 19', 52', 71' · Flores 54', 89' |           | Valdivia 58', 81' | Árbitro(s): Domingo de la Mora | Árbitro(s): Domingo de la Mora |

### Final
| 2 de marzo de 1969 | Cruz Azul                  | 2:1 (0:0; 0:0) | Monterrey   | Estadio Azteca, Ciudad de México  |                                   |
|                    | Guerrero 92' · Flores 104' |                | Chagas 113' | Árbitro(s): Abel Aguilar Elizalde | Árbitro(s): Abel Aguilar Elizalde |

|       | POR   | Roberto Alatorre       |     |
|       | DEF   | Marco Antonio Ramírez  |     |
|       | DEF   | Gustavo Peña           |     |
|       | DEF   | Javier Sánchez Galindo |     |
|       | DEF   | Juan Manuel Alejándrez |     |
|       | MED   | Jesús Prado            |     |
|       | MED   | Antonio Munguía        |     |
|       | DEL   | Héctor Pulido          |     |
|       | DEL   | Fernando Bustos        | 46' |
|       | DEL   | Guadalupe Flores       |     |
|       | DEL   | Rafael Hernández Pat   | 74' |
| D. T. | D. T. | Raúl Cárdenas          |     |

|       | POR   | Carlos Saucedo     |     |
|       | DEF   | Magdaleno Cano     |     |
|       | DEF   | Javier Bazán       |     |
|       | DEF   | Martínez           |     |
|       | DEF   | Ignacio Jáuregui   |     |
|       | MED   | Nelson             |     |
|       | MED   | Juan González      |     |
|       | DEL   | José Luis Ramírez  | 49' |
|       | DEL   | Ernesto Flores     |     |
|       | DEL   | Ubirajara Chagas   |     |
|       | DEL   | Ricardo Escamilla  | 65' |
| D. T. | D. T. | Alberto Etcheverry |     |

|  | DEL | Cesáreo Victorino  | 46' |
|  | DEL | José Luis Guerrero | 74' |

|  | DEL | Hilario Portales | 49' |
|  | DEL | Aguirre          | 65' |

| 92' · 104' | José Luis Guerrero Guadalupe Flores | 1:0 2:0 |

| 113' | Ubirajara Chagas | 2:1 |

| Principal | Abel Aguilar Elizalde |

|       | POR   | Roberto Alatorre       |     |
|       | DEF   | Marco Antonio Ramírez  |     |
|       | DEF   | Gustavo Peña           |     |
|       | DEF   | Javier Sánchez Galindo |     |
|       | DEF   | Juan Manuel Alejándrez |     |
|       | MED   | Jesús Prado            |     |
|       | MED   | Antonio Munguía        |     |
|       | DEL   | Héctor Pulido          |     |
|       | DEL   | Fernando Bustos        | 46' |
|       | DEL   | Guadalupe Flores       |     |
|       | DEL   | Rafael Hernández Pat   | 74' |
| D. T. | D. T. | Raúl Cárdenas          |     |

|       | POR   | Carlos Saucedo     |     |
|       | DEF   | Magdaleno Cano     |     |
|       | DEF   | Javier Bazán       |     |
|       | DEF   | Martínez           |     |
|       | DEF   | Ignacio Jáuregui   |     |
|       | MED   | Nelson             |     |
|       | MED   | Juan González      |     |
|       | DEL   | José Luis Ramírez  | 49' |
|       | DEL   | Ernesto Flores     |     |
|       | DEL   | Ubirajara Chagas   |     |
|       | DEL   | Ricardo Escamilla  | 65' |
| D. T. | D. T. | Alberto Etcheverry |     |

|  | DEL | Cesáreo Victorino  | 46' |
|  | DEL | José Luis Guerrero | 74' |

|  | DEL | Hilario Portales | 49' |
|  | DEL | Aguirre          | 65' |

| 92' · 104' | José Luis Guerrero Guadalupe Flores | 1:0 2:0 |

| 113' | Ubirajara Chagas | 2:1 |

| Principal | Abel Aguilar Elizalde |

|       | POR   | Roberto Alatorre       |     |
|       | DEF   | Marco Antonio Ramírez  |     |
|       | DEF   | Gustavo Peña           |     |
|       | DEF   | Javier Sánchez Galindo |     |
|       | DEF   | Juan Manuel Alejándrez |     |
|       | MED   | Jesús Prado            |     |
|       | MED   | Antonio Munguía        |     |
|       | DEL   | Héctor Pulido          |     |
|       | DEL   | Fernando Bustos        | 46' |
|       | DEL   | Guadalupe Flores       |     |
|       | DEL   | Rafael Hernández Pat   | 74' |
| D. T. | D. T. | Raúl Cárdenas          |     |

|       | POR   | Carlos Saucedo     |     |
|       | DEF   | Magdaleno Cano     |     |
|       | DEF   | Javier Bazán       |     |
|       | DEF   | Martínez           |     |
|       | DEF   | Ignacio Jáuregui   |     |
|       | MED   | Nelson             |     |
|       | MED   | Juan González      |     |
|       | DEL   | José Luis Ramírez  | 49' |
|       | DEL   | Ernesto Flores     |     |
|       | DEL   | Ubirajara Chagas   |     |
|       | DEL   | Ricardo Escamilla  | 65' |
| D. T. | D. T. | Alberto Etcheverry |     |

|  | DEL | Cesáreo Victorino  | 46' |
|  | DEL | José Luis Guerrero | 74' |

|  | DEL | Hilario Portales | 49' |
|  | DEL | Aguirre          | 65' |

| 92' · 104' | José Luis Guerrero Guadalupe Flores | 1:0 2:0 |

| 113' | Ubirajara Chagas | 2:1 |

| Principal | Abel Aguilar Elizalde |

|       | POR   | Roberto Alatorre       |     |
|       | DEF   | Marco Antonio Ramírez  |     |
|       | DEF   | Gustavo Peña           |     |
|       | DEF   | Javier Sánchez Galindo |     |
|       | DEF   | Juan Manuel Alejándrez |     |
|       | MED   | Jesús Prado            |     |
|       | MED   | Antonio Munguía        |     |
|       | DEL   | Héctor Pulido          |     |
|       | DEL   | Fernando Bustos        | 46' |
|       | DEL   | Guadalupe Flores       |     |
|       | DEL   | Rafael Hernández Pat   | 74' |
| D. T. | D. T. | Raúl Cárdenas          |     |

|       | POR   | Carlos Saucedo     |     |
|       | DEF   | Magdaleno Cano     |     |
|       | DEF   | Javier Bazán       |     |
|       | DEF   | Martínez           |     |
|       | DEF   | Ignacio Jáuregui   |     |
|       | MED   | Nelson             |     |
|       | MED   | Juan González      |     |
|       | DEL   | José Luis Ramírez  | 49' |
|       | DEL   | Ernesto Flores     |     |
|       | DEL   | Ubirajara Chagas   |     |
|       | DEL   | Ricardo Escamilla  | 65' |
| D. T. | D. T. | Alberto Etcheverry |     |

|  | DEL | Cesáreo Victorino  | 46' |
|  | DEL | José Luis Guerrero | 74' |

|  | DEL | Hilario Portales | 49' |
|  | DEL | Aguirre          | 65' |

| 92' · 104' | José Luis Guerrero Guadalupe Flores | 1:0 2:0 |

| 113' | Ubirajara Chagas | 2:1 |

| Principal | Abel Aguilar Elizalde |

|                       |
| Cruz Azul 1.er título |

## Goleadores
| Jugador            | Club        | Goles |
| ------------------ | ----------- | ----- |
| Carlos Calderón    | Guadalajara | 5     |
| Javier Valdivia    | Guadalajara | 5     |
| Javán Marinho      | Necaxa      | 5     |
| Rubén Durán        | Oro         | 4     |
| José Luis González | UNAM        | 3     |
| Juan Alvarado      | UNAM        | 3     |
| Ernesto Flores     | Monterrey   | 3     |
| Francisco Linares  | Toluca      | 3     |
| Ricardo Escamilla  | Monterrey   | 3     |
| Ubirajara Chagas   | Monterrey   | 3     |
| José de Oliveira   | Oro         | 3     |